# Pete Cosey
Peter Palus „Pete“ Cosey (* 9. Oktober 1943 in Chicago, Illinois; † 30. Mai 2012 ebenda) war ein amerikanischer R & B- und Fusiongitarrist, der insbesondere als Mitglied der Band von Miles Davis zwischen 1973 und 1975 bekannt wurde und stilistisch prägend war. 

## Leben und Wirken
Cosey, dessen Eltern Musiker waren, lernte zunächst das Geigenspiel. Nach dem Tod seines Vaters zog er mit seiner Mutter nach Phoenix (Arizona), wo er als Jugendlicher Gitarre lernte. Seit 1965 arbeitete er zunächst als Studiomusiker für Chess Records und begleitete dort Fontella Bass, Etta James, die Rotary Connection, Muddy Waters (Electric Mud, After the Rain) und  Howlin’ Wolf (The Howlin' Wolf Album), der sein verzerrtes Spiel ablehnte. Auch gehörte er zu Phil Cohrans Artistic Heritage Ensemble und den am Afro Jazz interessierten The Pharoahs; seit den 1960er Jahren war er daher Mitglied der Association for the Advancement of Creative Musicians (AACM).  Auch spielte er in einer Band um Maurice White, aus der später Earth, Wind & Fire entstand.
Mit Miles Davis tourte er ab 1973 weltweit und war an dessen Alben Get Up with It, Dark Magus, Agharta und Pangaea (sowie an einigen Tracks von The Complete On the Corner Sessions) beteiligt. Davis schrieb in seiner Autobiografie über die Zusammenarbeit mit Cosey, dieser sei genau der Richtige gewesen für den Sound von Jimi Hendrix und Muddy Waters, den er damals gesucht habe. Coseys Soundvorstellung und Instrumentaltechniken beeinflussten Gitarristen wie Henry Kaiser, Vernon Reid, Elliott Sharp und Robert Quine.
Nach 1975 hat die Jazzwelt von Cosey zunächst „so gut wie nichts mehr gehört, allenfalls noch eine kleine Gastrolle bei Herbie Hancocks Future Shock.“ Erst auf Akira Sakatas Album Fisherman's.com (2000, mit Sakata, Bill Laswell und Hamid Drake) wurde er wieder präsent. Dabei hatte er 1987 im Trio Power Tools (mit Bassist Melvin Gibbs und Drummer Ronald Shannon Jackson) Bill Frisell ersetzt. Mit einer Repertoireband, The Children of Agharta, zu der unter anderem Gary Bartz, John Stubblefield, Matt Rubano und J T Lewis gehörte, begann er 2001, die Werke von Davis aus der Mitte der 1970er Jahre zu interpretieren. Auch ist er als Solist auf einem Album von Greg Tates Band Burnt Sugar (The Rites, einem Dirigat von Butch Morris) und auf Bob Beldens amerikanisch-indischen Tributalbum Miles from India zu hören; auf der letztgenannten Doppel-CD ist er an insgesamt fünf Stücken beteiligt – Ife (Fast), It's about That Time, Miles Runs the Voodoo Down, Great Expectations und Ife (Slow). Zudem ist er auf Bill Laswells Method of Defiance: Inamorata auf zwei Stücken mit Graham Haynes bzw. Byard Lancaster vertreten.
2004 war Cosey in der Folge Godfathers and Sons von Martin Scorseses Dokumentarreihe The Blues zu sehen, in der Marshall Chess und Chuck D (von Public Enemy) die einst am Album Electric Mud beteiligten Musiker zusammenrufen, um wieder gemeinsam im Studio zu spielen: Neben Cosey waren das die Bläser Gene Barge und Don Myrick, Gitarrenkollege Phil Upchurch, Bassist Louis Satterfield und Drummer Morris Jennings.
Cosey starb an den Folgen einer Operation.